# Hienins
Els hienins (Hyaeninae) són una subfamília de la família dels hiènids (hienes) que inclou dos gèneres i tres espècies vivents (totes les espècies d'hiènids excepte el pròteles, Proteles cristata, que anteriorment era classificat dins la seva pròpia família).

## Gèneres i espècies
- Gènere Crocuta
  - Crocuta crocuta
- Gènere Hyaena
  - Hyaena brunnea
  - Hyaena hyaena